# カイセリ
カイセリ（Kayseri）はトルコ中央部の都市。カイセリ県の県都。人口は約1,421,455人。2012年の行政区画改編により、カイセリ県とカイセリ大都市自治体は同一の範囲となっている。

## 歴史
古くはカッパドキア王国の首都としてマザカ（Mazaka）と呼ばれた。カイセリの名は、ローマ帝国時代に皇帝ティベリウス（在位14年-37年）が「カエサルの都市」を意味するカエサレア（Caesarea）と名づけたことに由来する。6世紀にユスティニアヌス1世が築かせ、幾度かの改修を経た城砦が市内に残る。中部アナトリアの商業の中心都市として栄えた。
1988年にカイセリ市は大都市自治体に指定されており、2004年に指定範囲は知事室周囲半径20キロメートルまでに拡大し、2012年に指定範囲はカイセリ県全域に拡大している。

## 地理
トルコで4番目に高い山であるエルジェス山（3,916メートル）を近くに臨む。

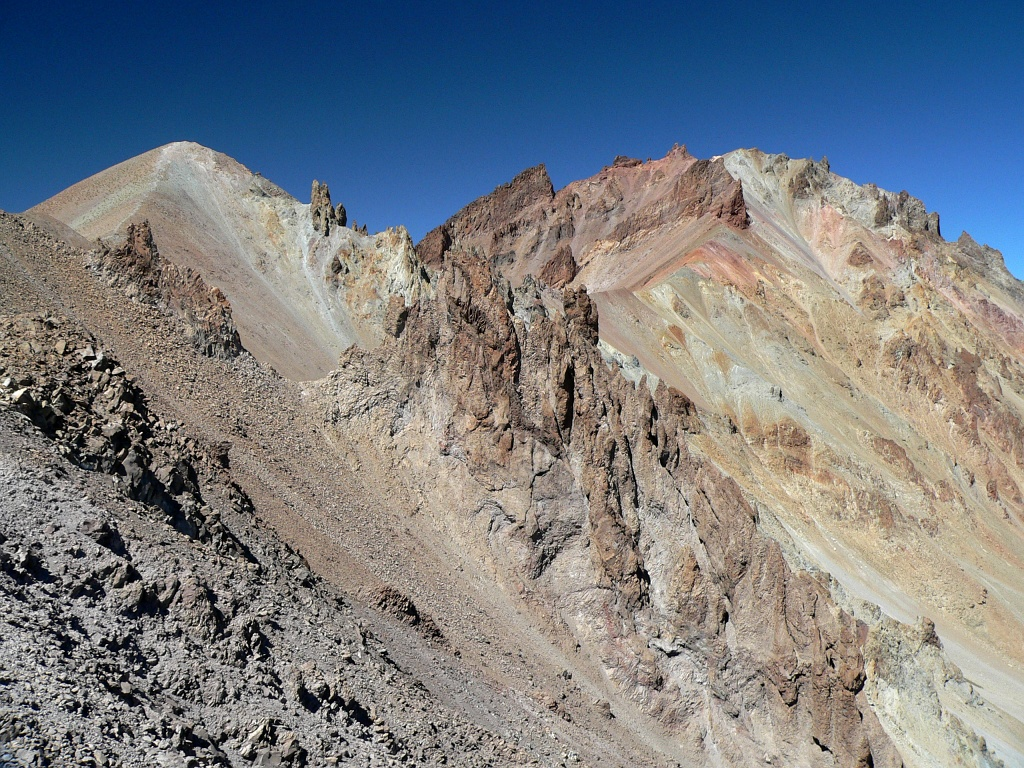
エルジェス山

## 気候
内陸性で冬の寒さは非常に厳しく、しばしばマイナス20度以下を記録する。また、冬季の積雪も多い。
| カイセリの気候                                   | カイセリの気候 | カイセリの気候 | カイセリの気候 | カイセリの気候 | カイセリの気候 | カイセリの気候 | カイセリの気候 | カイセリの気候 | カイセリの気候 | カイセリの気候 | カイセリの気候 | カイセリの気候 | カイセリの気候 |
| 月                                               | 1月            | 2月            | 3月            | 4月            | 5月            | 6月            | 7月            | 8月            | 9月            | 10月           | 11月           | 12月           | 年             |
| ------------------------------------------------ | -------------- | -------------- | -------------- | -------------- | -------------- | -------------- | -------------- | -------------- | -------------- | -------------- | -------------- | -------------- | -------------- |
| 最高気温記録 °C （°F）                           | 17.8 (64)      | 20.1 (68.2)    | 26.6 (79.9)    | 31.2 (88.2)    | 33.4 (92.1)    | 36.0 (96.8)    | 40.7 (105.3)   | 40.0 (104)     | 36.0 (96.8)    | 32.6 (90.7)    | 24.8 (76.6)    | 21.0 (69.8)    | 40.7 (105.3)   |
| 平均最高気温 °C （°F）                           | 3.9 (39)       | 6.0 (42.8)     | 11.8 (53.2)    | 17.6 (63.7)    | 22.2 (72)      | 26.6 (79.9)    | 30.6 (87.1)    | 30.5 (86.9)    | 26.6 (79.9)    | 20.2 (68.4)    | 12.3 (54.1)    | 5.9 (42.6)     | 17.85 (64.13)  |
| 平均最低気温 °C （°F）                           | −7.1 (19.2)    | −5.3 (22.5)    | −1.3 (29.7)    | 3.4 (38.1)     | 6.6 (43.9)     | 9.7 (49.5)     | 12.1 (53.8)    | 11.4 (52.5)    | 7.3 (45.1)     | 3.6 (38.5)     | −1.3 (29.7)    | −5.6 (21.9)    | 2.79 (37.03)   |
| 最低気温記録 °C （°F）                           | −31.4 (−24.5)  | −31.2 (−24.2)  | −28.1 (−18.6)  | −11.6 (11.1)   | −5.5 (22.1)    | −0.4 (31.3)    | 3.7 (38.7)     | 1.4 (34.5)     | −2.5 (27.5)    | −12.2 (10)     | −17.3 (0.9)    | −25.5 (−13.9)  | −31.4 (−24.5)  |
| 降水量 mm （inch）                               | 32.4 (1.276)   | 32.8 (1.291)   | 42.0 (1.654)   | 57.4 (2.26)    | 54.4 (2.142)   | 39.4 (1.551)   | 11.8 (0.465)   | 6.1 (0.24)     | 11.5 (0.453)   | 33.1 (1.303)   | 35.5 (1.398)   | 38.2 (1.504)   | 394.6 (15.537) |
| 平均降雨日数                                     | 11.6           | 11.6           | 12.3           | 13.5           | 13.5           | 8.4            | 2.8            | 2.4            | 4.2            | 7.9            | 9.3            | 11.6           | 109.1          |
| 平均降雪日数                                     | 9              | 9              | 6              | 1              | 0              | 0              | 0              | 0              | 0              | 0              | 3              | 8              | 36             |
| % 湿度                                           | 76             | 72             | 62             | 58             | 56             | 50             | 44             | 44             | 47             | 58             | 69             | 77             | 59.4           |
| 平均月間日照時間                                 | 89.9           | 112            | 151.9          | 183            | 254.2          | 309            | 362.7          | 350.3          | 270            | 201.5          | 138            | 80.6           | 2,503.1        |
| 出典1：Devlet Meteoroloji İşleri Genel Müdürlüğü |                |                |                |                |                |                |                |                |                |                |                |                |                |
| 出典2：Weather2                                  |                |                |                |                |                |                |                |                |                |                |                |                |                |

## 経済

### 工業
工業団地があり、急速に工業が発達している。カイセリ・フリーゾーンはトルコ最大の自由貿易地域である。

### 鉱業
様々な鉱物資源が採掘されている。
- アスベスト、金、銅、鉛、亜鉛、鉄、珪藻土、リン鉱石、石膏、カオリン、クロム、砂 - 砂利、マンガン、大理石、レンガ - タイル、泥炭

### 農業・畜産業
周辺で栽培される小麦や果物が取引される。また、牛や羊の畜産が盛んである。

## 交通

### 空港
- カイセリ・エルキレト国際空港（英語版）

### 鉄道
- カイセリ駅 - アンカラやカルス、タトヴァン（英語版）に向かう鉄道がある。

### 市内交通
- Kayseray - LRT（ライトレール）

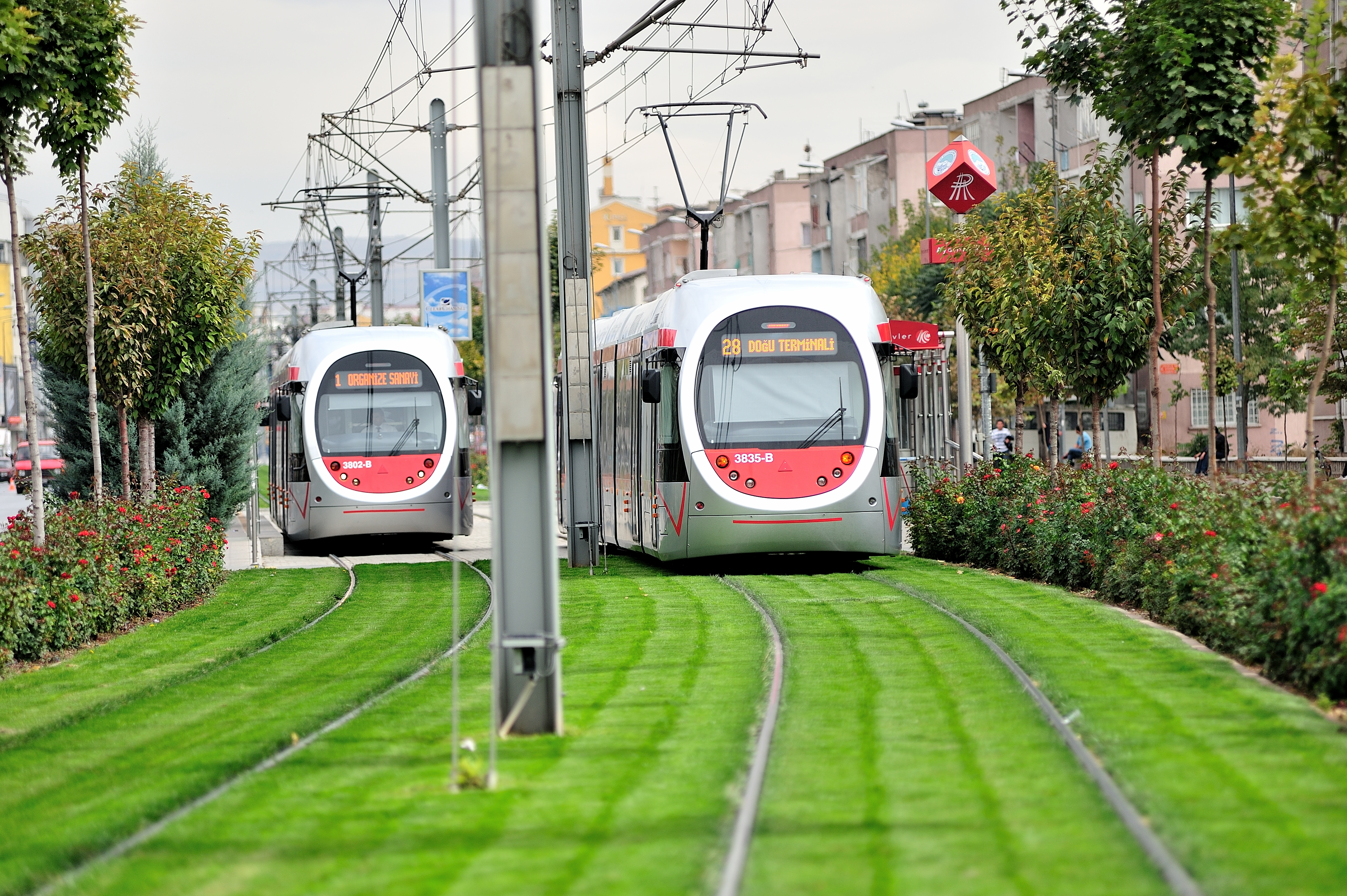
Kayseray

## 教育
- Abdullah Gül University
- Erciyes University
- Nuh Naci Yazgan University

## スポーツ
- カイセリ・エルジイェススポル
- カイセリスポル

## 文化

### 料理
牛肉を塩漬けにした保存食パストゥルマ（Pastirma）（英：パストラミ）が有名。肉と生地で作ったラビオリが有名。

## 姉妹都市
- ホムス、シリア
- シアールコート、パキスタン
- モスタル、ボスニア・ヘルツェゴビナ
- 龍仁市、大韓民国
- クレーフェルト、ドイツ
- ナリチク、ロシア
- ザールブリュッケン都市連合、ドイツ
- ミシュコルツ、ハンガリー

## カイセリ出身の人物
- カイサリアのバシレイオス - 成聖者・教会博士
- ミマール・スィナン - 建築家
- アブドゥッラー・ギュル - 政治家
- シベル・ケキリ - 女優